# زین‌العابدین مؤتمن

زین‌العابدین مؤتمن (۱۲۹۳–۱۳۸۴) نویسنده، محقق و شاعر معاصر ایرانی.

## زندگی
زین‌العابدین مؤتمن فرزند داود و متخلص به مؤتمن، اصل او از کاشان و نسبش به فتح‌علی‌خان صبا (ملک‌الشعرا) می‌رسد. در تهران به دنیا آمد. پس از تحصیلات متوسطه در کالج البرز، تحصیلات عالی را در دو رشته ادبیات فارسی و زبان انگلیسی ادامه داد. در ۱۳۲۰ به استخدام وزارت فرهنگ درآمد و در دبیرستان البرز به تدریس مشغول شد. زین‌العابدین مؤتمن در شعر فارسی به سعدی و صائب بیش از دیگران توجه داشت.

## آثار
- آشیانه عقاب
- شعر و ادب فارسی
- تحول شعر فارسی
- برگی چند از دفتر زندگی
- شعر و نثر
- گوهرهای راز از دریای اندیشه صائب
- اشعار برگزیده صائب تبریزی
- تحقیق ادبی راجع به صائب
- پیرامون اوضاع و احوال به وجود آمدن سبک هندی